# Endó Akihiro
Endó Akihiro (Kagosima, 1975. szeptember 18. –) japán válogatott labdarúgó.

## Nemzeti válogatott
A japán U23-as válogatott tagjaként részt vett az 1996. évi nyári olimpiai játékokon.